# Alessandro Maganza
Alessandro Maganza (Vicence, avant 1556 - Vicence 1632) ) est un peintre italien de la fin de la période  maniériste de l'école vénitienne qui a été actif en Vénétie à la fin du XVIe et au début du  XVIIe siècle.

## Biographie
Alessandro est le fils de Giovanni Battista Maganza, un peintre confirmé qui l'initie à la peinture. Ensuite il rejoint l'atelier de Giovanni Antonio Fasolo. À la mort de ce dernier en 1572 Alessandro se rend à Venise où il apprend l'art de Tintoret et Paul Véronèse.
En 1576 il retourne à Vicence où il ouvre un atelier avec ses quatre enfants Giovanni Battista le jeune, né en 1577, Marcantonio, né en 1578, Girolamo, né en 1586 et Vincenzo, né entre 1586 et 1600 et il diffuse de nombreuses œuvres dans de nombreuses villes de Vénétie dont Vérone, Brescia et Padoue.
En 1584 il reçoit une commande pour le projet de l'église San Valentino de Vicence.
Après avoir honoré de nombreuses et importantes commandes, Alessandro meurt à Vicence encore sous le choc de l'épidémie de peste de 1630 qui provoqua la mort de trois de ses fils en 1632.

## Œuvres
Vicence
- Madonna con il Bambino e i quattro evangelisti, (1580), Sanctuaire Madonna di Monte Berico
- Santi Vincenzo e Marco che presentano la città di Vicenza alla Vergine, (1581), Cathédrale de Vicence
- Adorazione dei magi, (1582), Thiene, collection Porto Colleoni
- San Valentino risana gli infermi, (1584 - 1585) Basilique Santi Felice e Fortunato
- Pietà e santi, (1585), église Santa Croce
- Dio Padre, il Cristo morto e santi, (1586) église Santa Maria delle Grazie
- Six toiles, chapelle du Santissimo Sacramento, (1587 - 1589), Cathédrâle:
  - Ultima Cena
  - Orazione nell'orto
  - Flagellazione (détruite en 1945)
  - Gesù presentato al popolo da Pilato
  - Gesù cade sotto la croce
  - Gesù inchiodato alla croce
- Portraits allégoriques des recteurs de Vicence  (1588 - 1629) (perdus)
- Orazione nell'orto (v. 1590) Palazzo Chiericati
- Flagellazione, (v. 1590) Palazzo Chiericati
- Battesimo di Cristo, (1591) Sanctuaire Madonna di Monte Berico
- San Gerolamo Emiliani con alcuni bimbi di fronte a Cristo e alla Madonna, (1592), église Misericordia
- Cristo dona le corone ai santi Pietro e Paolo, (1596) église San Pietro
- Martirio di santa Giustina, (1596), église San Pietro
- San Benedetto accoglie san Mauro, (1596), église San Pietro
- San Bonaventura riceve l'eucaristia da un angelo, (1598) Palazzo Chiericati
- Pietà, (1600), église San Pietro
- Cristo morto e donatori (1600, église Saint-François de Schio),
- Trinità adorata dai santi Alessandro e Gennaro vescovo, (vers 1600) San Vito di Leguzzano, église paroissiale
- Tredici teleri per il soffitto della Chiesa di San Domenico, (1603-1604), église San Domenico
- Madonna del Rosario, (entre 1604 et 1608), Barbarano Vicentino, église paroissiale
- Natività, (1605) église des Filippini
- Six petits formats pour le tabernacle de la chapelle su saint Sacrement de la cathédrale, (1606), curie de l'évêché :
  - Cristo Risorto
  - Fede
  - Speranza
  - Temperanza
  - Carità
  - Padre Eterno
- Allegorie della Religione e delle Virtù, Villa Rotonda
- San Vincenzo, (1613)Thiene, église San Vincenzo
- Trionfo di Sebastiano Venier vincitore dei Turchi, (1619) église Santa Corona
- Martirio di sant'Andrea, église San Pietro
- Martirio dei santi Leonzio e Carpoforo, cathédrâle

Padoue
- église San Gaetano
  - Adorazione dei Magi,
  - Disputa tra i dottori,
  - Pietà,
  - Santa Caterina,
  - Gesù salva Pietro e gli Apostoli, attribution,
- Madonna e Santi, retable d'autel, Scuola di San Rocco
- Trasfigurazione, église San Benedetto Vecchio

Autres
- L'imperatore concede i privilegi ai notai, Milan, Pinacoteca di Brera
- Il doge conferma i privilegi ai notai, Milan, Pinacoteca di Brera

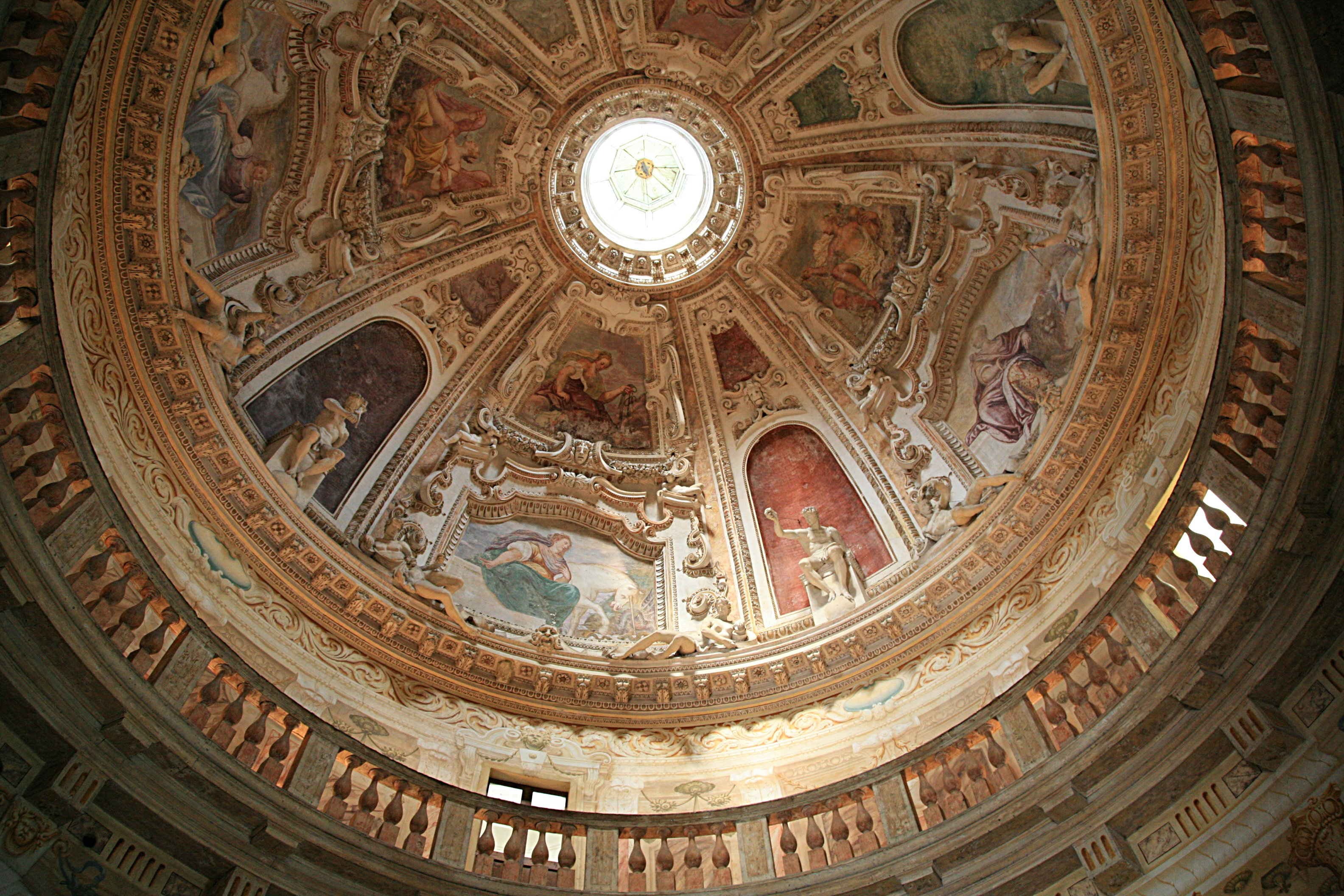
Décoration de la voûte de la Villa Rotonda à Vicence
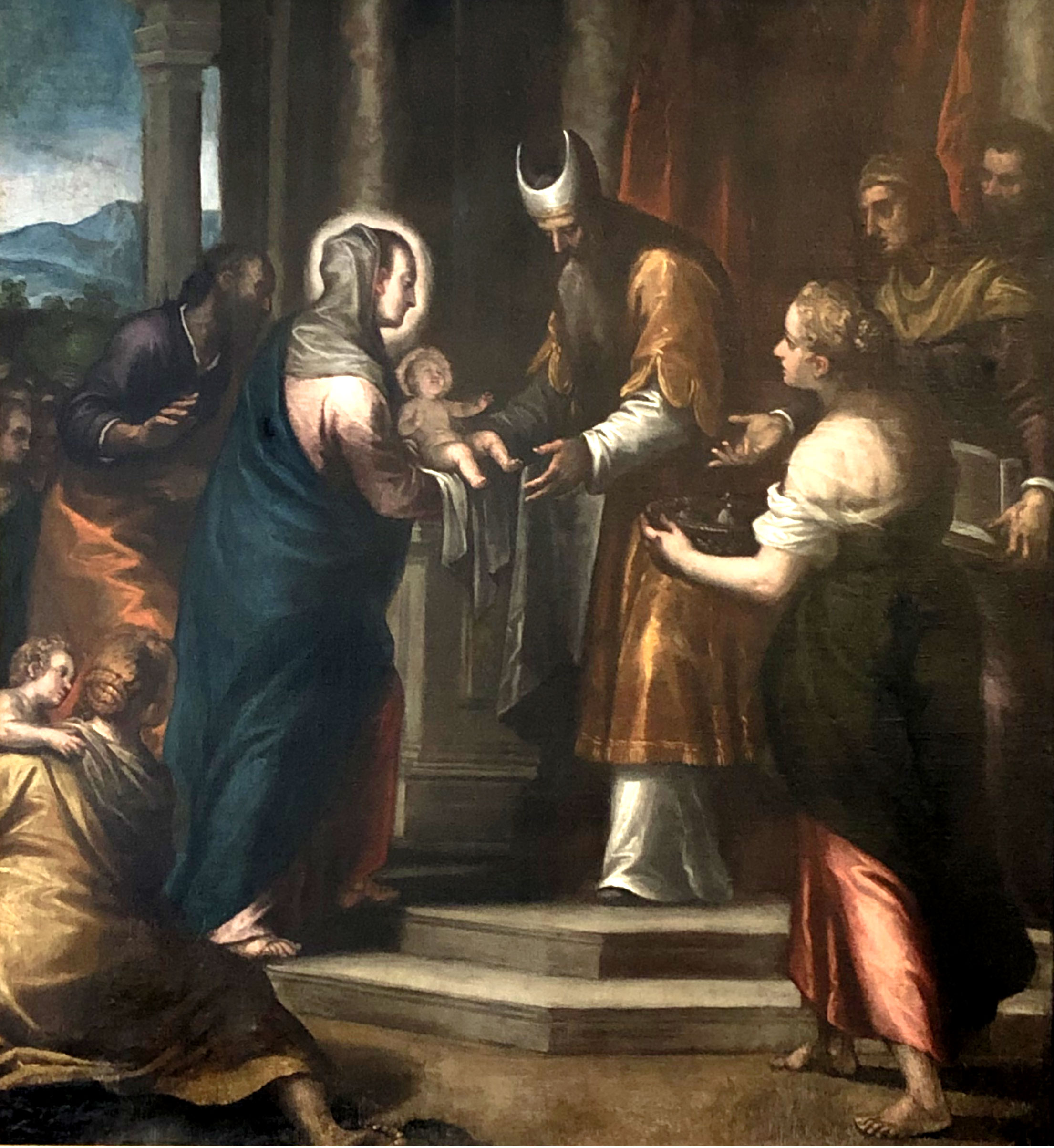
Présentation au Temple
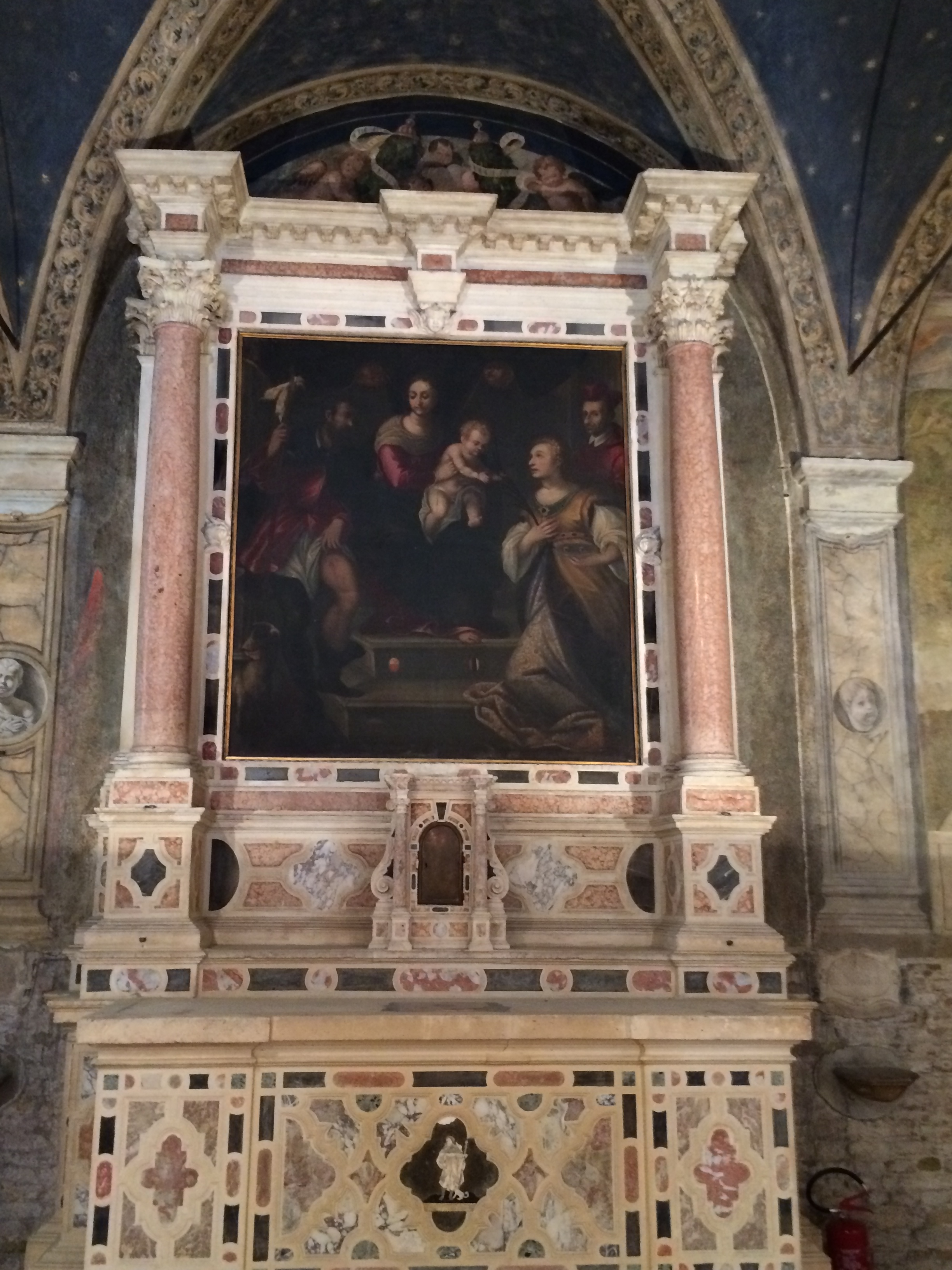
Madonna e Santi, retable de la Scuola di San Rocco

### Dessins
- Étude pour les costumes d’Œdipe roi de Sophocle, pierre noire, plume, encre brune, H. 27.3 ; L. 18.9 cm[2]. Paris, Beaux-Arts[3]. S’appuyant sur les dessins que Véronèse avait réalisés pour la pièce en 1583, Maganza réalise une mise au net plus lisible, afin que les costumiers puissent les réaliser.